# スタディオ・シーノ・エ・リーリョ・デル・ドゥーカ
スタディオ・シーノ・エ・リーリョ・デル・ドゥーカ（伊: Stadio Cino e Lillo Del Duca）は、イタリア・マルケ州アスコリ・ピチェーノにある多目的スタジアム。主にサッカーの試合に使用されており、アスコリ・カルチョ1898 FCがホームスタジアムとしている。収容人数は20,550。